# 2010 en Nouvelle-Calédonie
- 1960
- 1970
- années 1980
  - 1980
  - 1981
  - 1982
  - 1983
  - 1984
  - 1985
  - 1986
  - 1987
  - 1988
  - 1989
- 1990
- 2000
- 2010
- 2020

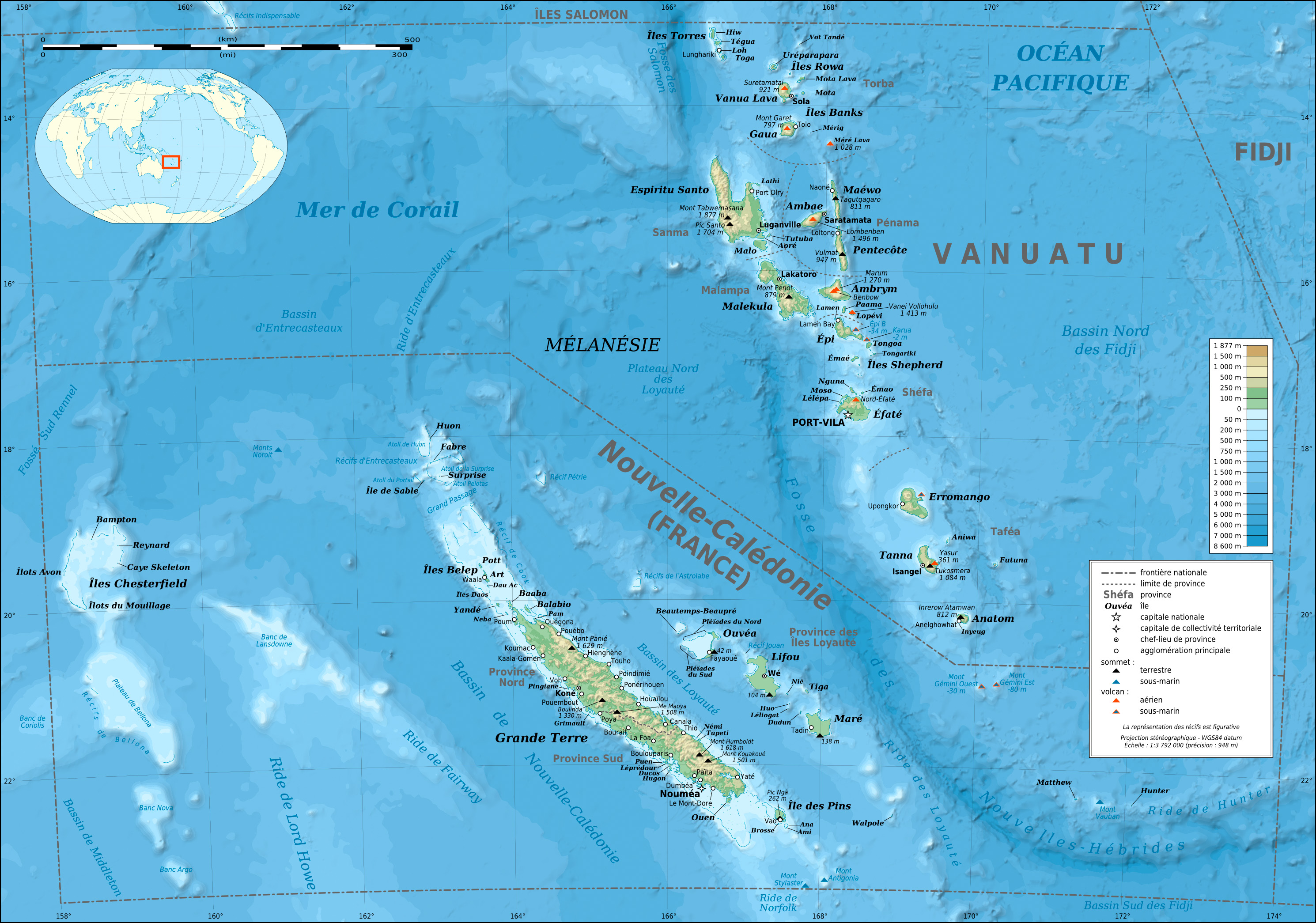
Nouvelle Calédonie et Vanuatu

Cet article présente les faits marquants de l'année 2010 en Nouvelle-Calédonie.

## Évènements
- Jeudi 14 janvier 2010 : la cour d'appel de Nouméa décide la remise en liberté du président de l'USTKE, Gérard Jodar (58 ans), incarcéré depuis fin juin après des manifestations syndicales qui avaient dégénéré en échauffourées, après une manifestation lors d'un conflit à la compagnie locale Aircal, qui avait entraîné des affrontements avec les forces de l'ordre. La stratégie du dirigeant syndical avait engendré des différends au sein de l'organisation, deuxième syndicat de Nouvelle-Calédonie[1].
- Vendredi 26 mars 2010 : selon le Conseil supérieur de l'audiovisuel, la télévision numérique terrestre sera disponible avant la fin novembre 2010 en Nouvelle-Calédonie, ainsi que dans tout l'outre-mer français[2].
- Jeudi 8 avril 2010 : Jacques Lafleur (77 ans), qui fut longtemps l'homme fort du territoire, annonce sa démission des deux derniers mandats qu'il détenait encore après une carrière politique de près de 40 ans. Fâché avec l'UMP locale, qui l'avait évincé de la direction du parti en 2006, il avait fondé ensuite le Rassemblement pour la Calédonie (RPC). Le point d'orgue de sa carrière politique a été la signature en 1988 des accords de Matignon avec son adversaire Jean-Marie Tjibaou, chef des Kanaks indépendantistes, assassiné l'année suivante. Cette réconciliation historique entre Caldoches et Kanaks, au lendemain du sanglant assaut de la grotte d'Ouvéa, a ouvert la voie à l'accord de Nouméa (1998)[3].
- Mardi 11 mai 2010, Nouméa : la société « Le Nickel » (SLN, groupe Eramet) est accusée d'émettre des émanations de fioul de mauvaise qualité ce qui incommodent depuis deux semaines les habitants de plusieurs quartiers de Nouméa et provoque des irritations des voies respiratoires. L'association Scalair précise qu'il s'agit « d'émanations de sulfure d'hydrogène (H2S) et de Mercaptan, un traceur olfactif, qui permet d'identifier les fuites ». Cette pollution serait due à une livraison de 60 000 tonnes de fioul stockée à l'usine métallurgique SLN  située à l'entrée de la ville de Nouméa[4].
- Mardi 1er juin 2010 : le député UMP, Pierre Frogier, souhaite l'ouverture de discussions sur l'avenir politique de la Nouvelle-Calédonie, après avoir été reçu le 17 mai à Paris, par le président de la République, Nicolas Sarkozy. Il propose que « la Nouvelle-Calédonie ait comme emblème le drapeau tricolore avec à ses côtés le drapeau indépendantiste du FLNKS », mais ne veut pas d'un drapeau calédonien spécifique. L'ambition de Pierre Frogier est loin cependant de faire l'unanimité.
- Vendredi 4 juin 2010 : la ministre de l'Outre-mer, Marie-Luce Penchard, est arrivée en Nouvelle-Calédonie, pour une visite de 4 jours, qui doit notamment préparer l'ordre du jour de la réunion annuelle du comité des signataires de l'accord de Nouméa (1998), prévue le 24 juin à Paris.
- Vendredi 8 juin 2010 : la ministre de l'Outre-Mer, Marie-Luce Penchard, se déclare « confiante » à l'issue d'une visite de quatre jours en Nouvelle-Calédonie, malgré les tensions politiques locales et où règne la discorde tant au sein des indépendantistes que de la droite non-indépendantiste, soulignant que la Nouvelle-Calédonie est un territoire stable où « le dialogue existe ». L'une des missions principales de son séjour était la définition de l'ordre du jour du comité des signataires de l'accord de Nouméa (1998), qui doit se tenir le 24 juin à Matignon lors duquel « les transferts de compétence de l'État à l'archipel ainsi que les contrats de développement 2011-2015 seront notamment à l'ordre du jour ». Les questions de l'avenir institutionnel de la Nouvelle-Calédonie et des signes identitaires (drapeau, hymne, devise…) seront également abordées. L'accord de Nouméa organise la décolonisation par étapes de l'archipel, et prévoit la tenue entre 2014 et 2018 d'un référendum d'autodétermination[5],[6].
- Lundi 21 juin 2010, Nouméa : le procureur révèle que deux gendarmes, une avocate et trois médecins sont impliqués dans des affaires de vol, détournement de scellés, recel et trafic de cannabis[7].
- Jeudi 24 juin 2010 :
  - Réunion à Paris en présence du premier ministre, François Fillon et du ministre de l'Outre-Mer, Marie-Luce Penchard, du Comité des signataires de l'accord de Nouméa gérant l'avenir institutionnel de la Nouvelle-Calédonie. Cette a pour but d'aboutir à la mise en place d'un comité de pilotage, avec des experts, pour commencer à réfléchir à l'élaboration d'un statut définitif pour l'île, où un referendum d'autodétermination, prévu par l'accord de Nouméa de 1998, doit être organisé entre 2014 et 2018.
  - Le président Nicolas Sarkozy reçoit au palais de l'Élysée, les membres du Comité des signataires de l'accord de Nouméa. Il estime que le drapeau tricolore et le drapeau de la Nouvelle-Calédonie pourraient flotter ensemble sur l'île, si le Congrès de la Nouvelle-Calédonie en exprime le vœu[8].
- Samedi 17 juillet 2010 : le premier ministre François Fillon est arrivé en Nouvelle-Calédonie pour une visite de deux jours.
- Dimanche 18 juillet 2010 : le premier ministre François Fillon s'est rendu auprès des populations kanakes rurales éloignées de Nouméa, dont celle de la tribu du leader indépendantiste Jean-Marie Tjibaou, assassiné en 1989. Le chef du gouvernement s'est recueilli à Tiendanite sur la tombe de l'ancien homme fort du Front de libération nationale kanak et socialiste (FLNKS), assassiné par un extrémiste kanak à Ouvéa[9].
- Mercredi 11 août 2010 : l'aéroport international de Nouvelle-Calédonie a accueilli pour la première fois un Airbus A380 de la compagnie australienne Qantas qui arrivait de Los Angeles après le déroutement de l'appareil en raison de mauvaises conditions météorologiques à Sydney. L'aéroport de Nouméa est un aéroport de déroutement pour l'espace aérien régional.
- Mercredi 18 août 2010 : le Congrès de la Nouvelle-Calédonie approuve trois des cinq signes identitaires prévus par l'accord de Nouméa qui doit déboucher sur un référendum d'autodétermination entre 2014 et 2018. Il s'agit de l'hymne intitulé « Soyons unis, devenons frères », de la devise « terre de parole, terre de partage » et du graphisme des billets de banque. Les deux autres signes identitaires, le drapeau et le nom, suscitent de nombreuses controverses et feront l'objet d'un projet de loi ultérieur. 5 des 54 élus se sont abstenus : 4 élus du Parti travailliste et un élu du Rassemblement pour la République[10].
- Samedi 4 décembre 2010 : mort de Jacques Lafleur (78 ans), d'une crise cardiaque dans sa résidence australienne. Ancien député, il a dominé pendant près de trente ans, jusqu'en 2004, la vie politique du territoire. Fondateur du Rassemblement pour la Calédonie dans la République, il entre à l'Assemblée nationale en 1978, s'imposant comme le chef de file des anti-indépendantistes « caldoches » (Calédoniens d'origine européenne), face aux indépendantistes kanak. Lors des violences qui ont opposé les deux camps au début des années 1980, il incarne une ligne dure, hermétique à toute négociation avec le FLNKS (Front de Libération Nationale Kanak Socialiste, indépendantiste). Mais après la tragédie de l'assaut de la grotte d'Ouvéa, qui fit 21 morts dont 19 activistes kanak, il signe contre toute attente les accords de Matignon, le 26 juin 1988, sous l'égide du premier ministre Michel Rocard, serrant la main de son ennemi d'hier, Jean-Marie Tjibaou, leader charismatique des Kanak. En 1998, il signe avec le FLNKS, l'accord de Nouméa, qui organise la décolonisation par étapes de la Nouvelle-Calédonie[11].
- Dimanche 5 décembre 2010 : le président de l'Assemblée nationale, Bernard Accoyer est en visite en Nouvelle-Calédonie. Il a rendu hommage à l'ancien député Jacques Lafleur, saluant son action pour la paix.